# Herrestads socken, Bohuslän
Herrestads socken i Bohuslän ingick i Lane härad, ingår sedan 1971 i Uddevalla kommun och motsvarar från 2016 Herrestads distrikt.
Socknens areal är 93,84 kvadratkilometer, varav land 91,24. År 2000 fanns här 4 232 invånare. Tätorten Sunningen samt tätorten Herrestad med sockenkyrkan Herrestads kyrka ligger i socknen. 

## Administrativ historik
Herrestads socken har medeltida ursprung. 
Vid kommunreformen 1862 övergick socknens ansvar för de kyrkliga frågorna till Herrestads församling och för de borgerliga frågorna bildades Herrestads landskommun. Landskommunen inkorporerades 1952 i Skredsviks landskommun som 1971 uppgick i Uddevalla kommun.
1 januari 2016 inrättades distriktet Herrestad, med samma omfattning som församlingen hade 1999/2000.  
Socknen har tillhört samma fögderier och domsagor som Lane härad. De indelta soldaterna tillhörde Bohusläns regemente, Lane kompani och de indelta båtsmännen tillhörde 1:a Bohusläns båtsmanskompani.

## Geografi och natur
Herrestads socken ligger väster om Uddevalla norr om Byfjorden och Havstensfjorden. Socknens har odlingsbygd i söder och är kuperad bergig skogsbygd i nordost med höjder som i Limsjöberget når 166 meter över havet.
I socknen finns tre naturreservat. Havstensfjorden som delas med Högås socken ingår i EU-nätverket Natura 2000 medan Herrestadsfjället och Herrestadsfjället II är kommunala naturreservat.
De största insjöarna är Smedvattnet, Vrångevattnet och Västra Krokevattnet.
Sätesgårdar var Övre Bergs herrgård och Sörreviks herrgård.
I kyrkbyn Herrestad, som var Lane härads tingsställe från 1733 till 1827, fanns förr ett gästgiveri.

## Fornlämningar
Boplatser och ett par hällkistor från stenåldern har påträffats. Från bronsåldern finns gravrösen och stensättningar. Från järnåldern finns tio gravfält och tre fornborgar.

## Befolkningsutveckling
Befolkningen ökade från 1 035 1810 till 2 460 1860 varefter den minskade till 1 188 1940 då den var som minst under 1900-talet. Därefter vände folkmängden uppåt igen till 3 787 1990.

## Namnet
Namnet skrevs på 1320-talet Häräxstadom och kommer från kyrkbyn. Förleden innehåller sannolikt mansnamnet Härekr. Efterleden är sta(d), 'plats, ställe'.